# سامسونج أومنيا 7
سامسونج أومنيا 7 (بالإنجليزية: Samsung Omnia 7)‏ هو هاتف ذكي من سامسونج يعمل بنظام ويندوز فون، تم طرحه في الأسواق في نوفمبر 2010.

## الخصائص
- نظام التشغيل: ويندوز فون
- الكاميرا الخلفية: 5 ميجابكسل
- الوزن: 138 غ (4.9 أونصة)
- المعالج: 1 جيجا هرتز
- الذاكرة: 512 ميجابايت
- التخزين: 1 جيجابايت